# 92 ядерных взрыва на планете Земля
«92 ядерных взрыва на планете Земля» (англ. 92 Atomic Bomb Explosions on the Planet Earth) — фильм Питера Гринуэя, являющийся частью проекта «Чемоданы Тульса Люпера», состоящий из документальных материалов и представляющий собой очередь кадров 92 взрывов, осуществлённых во время американских, советских, французских, английских и китайских ядерных испытаний в период с 1945 по 1970 годы, в самый разгар холодной войны.
Мировая премьера фильма состоялась 4 августа 2010 года в здании Ривеллино (Локарно, Швейцария) в рамках шестьдесят третьего кинофестиваля в Локарно. Предполагается, что выход фильма приурочен к 65-й годовщине атомной бомбардировки Хиросимы.